# Alboussière

Alboussière este o comună în departamentul Ardèche din sud-estul Franței. În 1 ianuarie 2022 avea o populație de 1.026 de locuitori.